# Robert A. Millikan

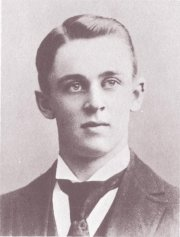
Robert A. Millikan.

Robert Andrews Millikan, född 22 mars 1868 i Morrison, Illinois, död 19 december 1953 i San Marino, Kalifornien, var en amerikansk fysiker. Han mottog Nobelpriset i fysik år 1923 för sitt arbete med att bestämma elektronens laddning och med den fotoelektriska effekten. Han arbetade senare med kosmisk strålning.

## Biografi
Millikan tog en magisterexamen i klassisk litteratur 1891 vid Oberlin College, och doktorerade i fysik 1895 vid Columbia University, New York. 
År 1910 publicerade han sina första resultat från ett experiment med oljedroppar för att bestämma elektronens laddning (därefter upprepat av generationer av fysikstudenter). Elektronens laddning, den så kallade elementarladdningen, är en av de grundläggande fysikaliska konstanterna, och det är mycket viktigt att känna till dess värde med stor noggrannhet. Hans experiment mätte kraften som verkade på mängder av små laddade oljedroppar som hölls svävande med ett elektriskt fält som motverkade gravitationen. Med kännedom om fältets styrka kunde laddningen på dropparna bestämmas, och efter många mätningar kunde Millikan visa att den alltid var en multipel av ett gemensamt värde, (1,592×10-19 coulomb), laddningen hos en enskild elektron. Detta värde är något lägre än det moderna värdet på 1,602×10-19 coulomb, troligen på grund av att han använde ett inkorrekt värde för luftens viskositet.